# All About Angels
 (octobre 2018).
All About Angels est un girl group allemand.
Les cinq filles sont choisies par Ralph Siegel et participent avec le titre Engel au concours de sélection de l'Allemagne pour le Concours Eurovision de la chanson 1997, elles prennent la septième place sur neuf participants.

## Discographie
- 1997 : Engel (Single, Jupiter Records/Sony Music)

La chanson Engel est composée par Ralph Siegel et écrite par Bernd Meinunger. Le maxi contient trois versions de mixage en plus de la version originale.
| 1. | Engel                           | 2:59 |
| 2. | Engel (Dance version)           | 5:01 |
| 3. | Engel (Midnight Angel Soft Mix) | 2:59 |
| 4. | Engel (Karaoke Version)         | 2:59 |

## Source de la traduction
- (de) Cet article est partiellement ou en totalité issu de l’article de Wikipédia en allemand intitulé « All About Angels » (voir la liste des auteurs).